# 無顓
無顓（むせん）は、菼蠋卯ともいい、中国の戦国時代の越の君主。

## 略歴
無余之12年（紀元前362年）、越王無余之が殺害されると、無顓は越王として擁立された。
無顓8年（紀元前354年）、無顓は在位8年で死去した。